# Fissidens esquirolii
Fissidens esquirolii là một loài Rêu trong họ Fissidentaceae. Loài này được Thér. mô tả khoa học đầu tiên năm 1908.